# تقاطع عابر پیاده

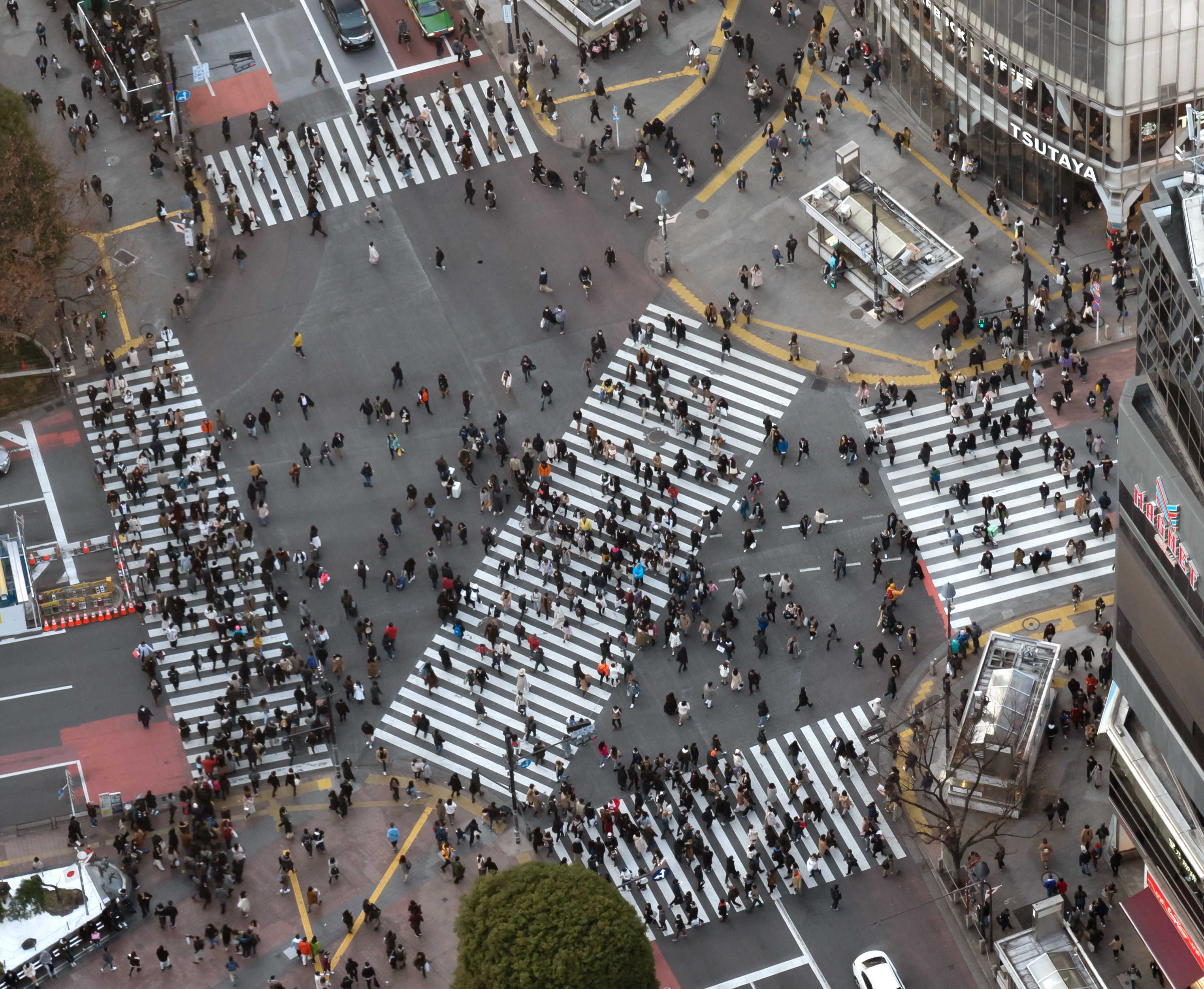
یکی از پرکاربردترین تقاطع‌های عابر پیاده جهان، تقاطع شیبویا در میدان هاچیکو در توکیو

تقاطع عابر پیاده با نام‌های تقاطع اسکرامبل (کانادایی)، تقاطع X (بریتانیا)، تقاطع مورب (ایالات متحده) (به انگلیسی: Pedestrian scramble) نیز شناخته می‌شود. نوعی جابجایی سیگنال ترافیکی است که به‌طور موقت تمام ترافیک وسایل نقلیه را متوقف می‌کند، در نتیجه به عابران پیاده اجازه می‌دهد تا همزمان از گذرگاه عابران پیاده در هر جهت، از جمله مورب، عبور کنند.